# Chorągiew lekkiej jazdy koronnej Stanisława Jana Jabłonowskiego

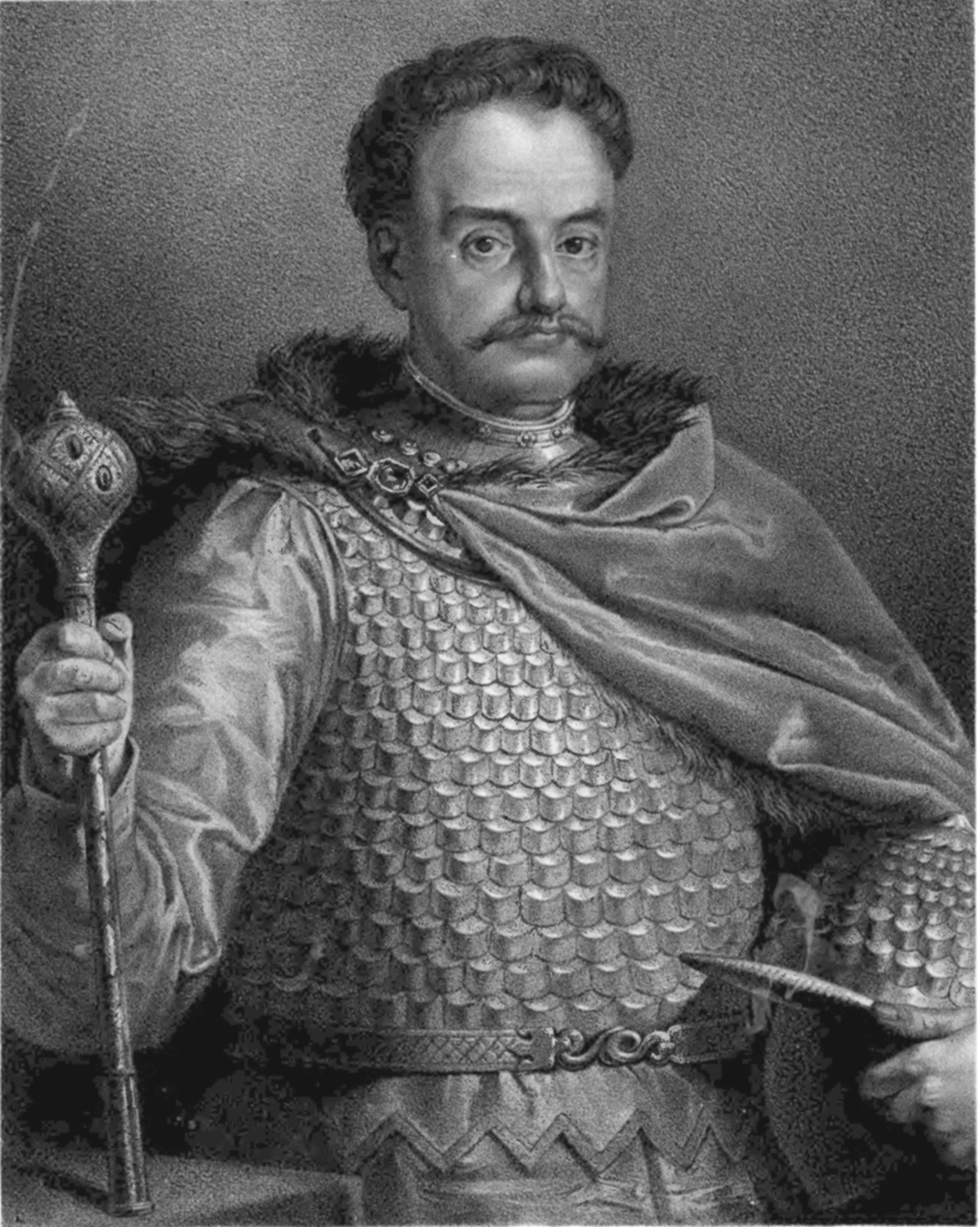
Stanisław Jan Jabłonowski herbu Prus III

Chorągiew lekkiej jazdy koronnej Stanisława Jana Jabłonowskiego – chorągiew lekkiej jazdy koronnej II połowy XVII wieku, okresu wojen Rzeczypospolitej z Turcją i Rosją.
Fundatorem i patronem chorągwi był hetman wielki koronny Stanisław Jan Jabłonowski herbu Prus III.
Żołnierze chorągwi znaleźli się w kompucie wojsk koronnych pod Wiedniem w 1683 (147 koni) i wzięli udział w wojnie polsko-tureckiej 1683 – 1699.